# Pan de abeja

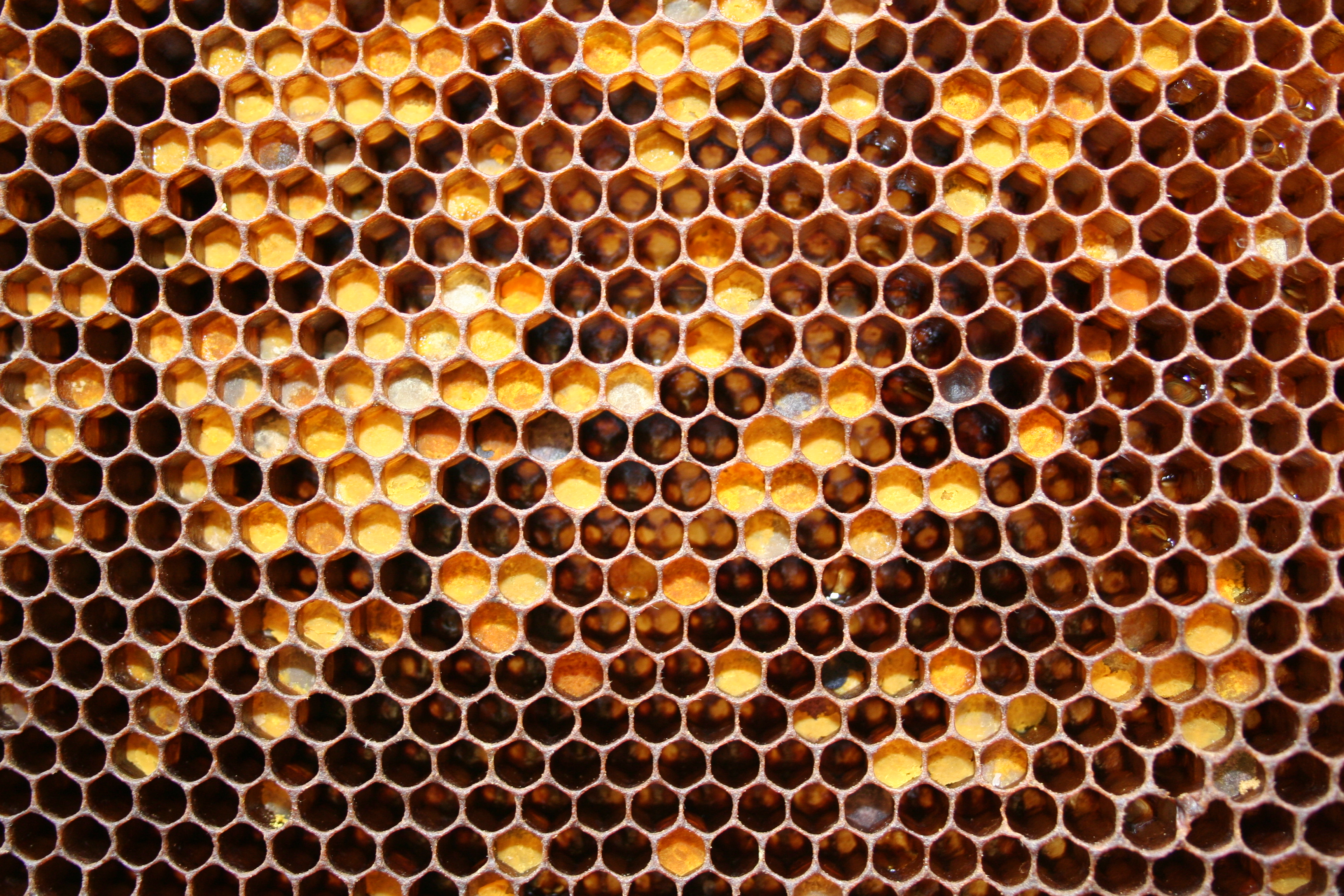
Las abejas depositan el pan de abeja (de color amarillo) en las celdas de los panales.

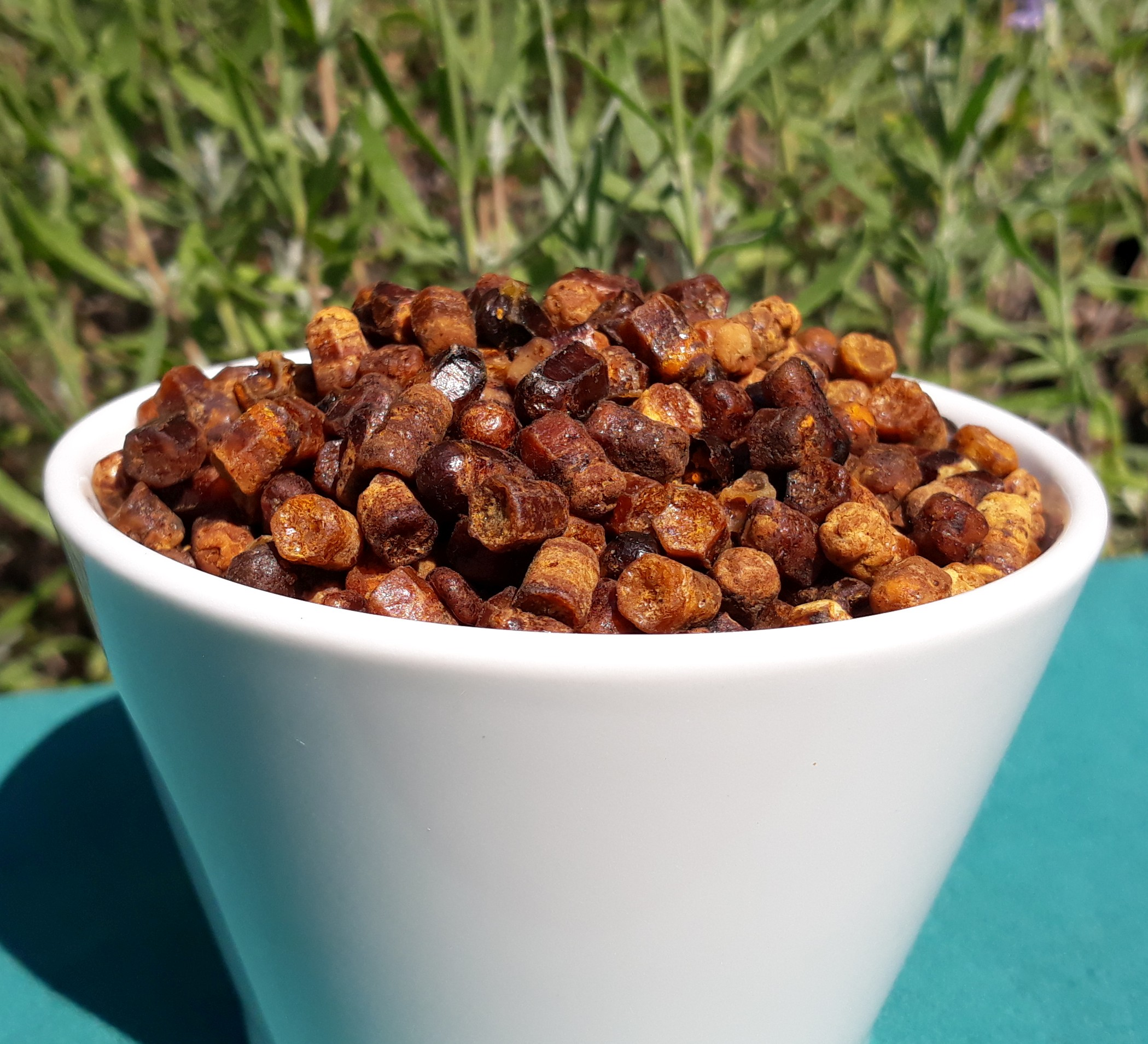
Recolectando pan de abeja en bruto en Chequia.

El pan de abeja es la principal fuente de proteínas de las abejas adultas y sus larvas. Está compuesto de polen, miel y diversas enzimas adicionados por las abejas que transforman el producto a través de una fermentación láctica.
El pan de abeja no es el polen que se comercializa como suplemento dietético, ni tiene el mismo gusto, ya que lo que se llama simplemente polen (sin ser procesado por las abejas) es recogido en la entrada de la colmena gracias a trampas especiales. En cambio el pan de abeja se acumula y almacena por las abejas en celdas dentro de la colmena.[cita requerida]

## Como se forma
El pan de abeja se forma por la acción de tres tipos de microorganismo: hongos del azúcar, levaduras y lactobacterias. La fermentación acidoláctica tiene cuatro fases de actividad microbiológica, dura doce horas y hay desarrollo de las bacterias: comienza con la aparición de las lactobacterias, levaduras y algunas bacterias aerobias. Se desarrollan las bacterias lactoácidas (estreptococos), aumenta la acidez de los granos de polen y se incrementa el contenido de vitamina B. Desaparición de los estreptococos y desarrollo de los lactobacilos.
A finales del séptimo día y hasta el día quince, se produce la desaparición de las lactobacterias y de algunos tipos de levaduras; la acidez alcanza un pH entre 4 y 4,2.
En el pan de abejas, la miel humecta a la exina y la resquebraja, estabilizando luego el delicado contenido interior del grano con su gran poder conservante. Por esta razón una pequeña cantidad de miel con polen otorga más resultado que dosis mucho mayores de polen seco. Además de mejorar la asimilación y la conservación, la mezcla de miel con polen y propóleo otorga beneficios extras, derivados del sinergismo de estos productos y muy superiores a la suma de las partes.

## Manejo por las abejas[2]
Las abejas llegan a la colmena cargadas de polen, desprenden el polen dentro de celdillas, normalmente en la periferia de la zona de cría. Este polen es compactado con la cabeza de la abeja, una vez formado una capa de polen se coloca una fina capa de miel y vuelven a colocar otra capa de polen, así hasta que se llenan las celdillas. Una vez cubierta toda la celda de miel y polen se dará lugar a una fermentación láctica de la mezcla, este proceso químico conlleva una serie de cambios en la composición bioquímica del polen, las características generales son:
- Un incremento de las proteínas solubles.
- Un incremento de los aminoácidos libres.
- Una mejor conservación del producto debido a la acidificación producida por el ácido láctico.

Todas estas características también hacen que la miel sea más digerible para las abejas así como eleva su aporte energético.
Este pan de abeja tiene distintas funciones: como alimento a las abejas jóvenes, como alimento a las crías y como ingrediente de la jalea real.

## Composición
Es rico en vitaminas del complejo B, aminoácidos esenciales y ácidos grasos.
Los carbohidratos son las sustancias principales de los gránulos de polen, que llegan a alcanzar un 49%. El polen contiene un 20-40% de azúcares reductores y 0-20% de no reductores. En el pan de abejas después de la hidrólisis fermentativa del almidón, la sacarosa y otros polisacáridos así como otros glucopéptidos, glupolípidos que constituyen las partes de las células vegetales, flavonoles y otras combinaciones sacaríferas, se recopila gran cantidad de monosacáridos y azúcares etílicos. En el pan de abejas han sido determinados la fructosa, glucosa, galactosa, sacarosa, maltosa, rafinosa, inosina así como una serie de combinaciones no identificadas. El contenido total de azúcares y sustancias sacaríferas es de 43-70% y de ácido láctico 0,7-1,1%. El elevado contenido de ácido láctico hace deducir que otros microorganismos, a excepción de los bacilos de la leche ácida, prácticamente no se desarrollan aquí y el producto se conserva. Un contenido más alto de disacáridos en algunas muestras se caracterizan por la baja presencia de ácido láctico. Por eso, se puede afirmar que conjuntamente con la hidrólisis fermentativa de polisacáridos tiene lugar la ácida. De los azúcares la mayor parte son monosacáridos. En el pan de abejas hay 12,5-20,0% de fructosa, 18,5-29,0% de glucosa, 0,0-3,4% de galactosa con un contenido más estable de inosina. Se detectan trazas de sacarosa, 3,0-7,8% de maltosa. En la miel se puede encontrar la maltosa en las mismas cantidades. Se encuentra rafinosa sólo el pan de abejas. La miel contiene fructosa y glucosa casi en la misma medida que el pan de abejas; a su vez, en el pan de abejas la correlación de la fructosa/glucosa es de 0,63-0,72, es decir, predomina considerablemente la glucosa. Conjuntamente con la hidrólisis fermentativa de los polisacáridos de los gránulos de polen tiene lugar la ácida. El pan de abejas es un producto natural con propiedades más integrales que el polen.

## Consumo
Cuando la miel se recolectaba prensando los panales en lugar de centrifugándolos, mascar panales con polen en ellos era una costumbre en el día en el que se “castraban” los panales. Esos panales contenían en algunas de sus celdas polen preparado por las abejas y apisonado con la cabeza, el llamado Pan de Abejas.
En la actualidad se consumen los trozos de panal que lo contienen junto con su cera que tiene que estar libre de toda contaminación por tratamientos.

## Propiedades
Es un suplemento dietario de altísima calidad, que permite suplir las carencias de la moderna alimentación refinada, contrarrestar los efectos de la contaminación ambiental y atenuar el desgaste psicofísico que produce el estrés. Además es aconsejado para personas sujetas a exigencias puntuales de todo tipo: intelectuales, chóferes, trabajadores nocturnos, etc. Del mismo modo, los individuos asténicos y de tercera edad obtienen gran beneficio de este preparado, recuperando rápidamente energías físicas, mentales y sexuales, incrementando el vigor, la resistencia al esfuerzo y el bienestar general.
En los deportistas se aprecian los siguientes resultados: mejora el rendimiento, la capacidad de trabajo y la voluntad de entrenamiento, retarda la aparición del cansancio físico y psíquico, incrementa la masa muscular sin alterar el tejido adiposo, y aumenta el potencial oxireductor celular y la respuesta cardiovascular. Todo ello sin los efectos colaterales de los productos químicos a los cuales reemplaza.